# 715
715 (DCCXV) var ett normalår som började en tisdag i den julianska kalendern.

## Händelser

### Maj
- 19 maj – Sedan Constantinus har avlidit den 9 april väljs Gregorius II till påve.[1]

### Okänt datum
- Chilperik II blir kung av Neustrien och Burgund.

## Födda
- Pippin den lille, kung av Frankerriket 751–768
- Stefan II, påve 752–757 (född detta eller föregående år)

## Avlidna
- 9 april – Constantinus, påve sedan 708
- 31 december – Dagobert III, kung av Frankerriket sedan 711
- Surya Devi, indisk prinsessa